# Bifóbia
A bifóbia idegenkedés, ellenszenv, félelem vagy diszkrimináció a biszexuális személyekkel szemben, ami mind heteroszexuális, mind homoszexuális személyekre jellemző lehet az eltérő életmód és gondolkodás miatt. 
A biszexuális személyek is lehetnek homofóbok vagy heterofóbok. A fóbia megjelenésének oka általában a homoszexuálisok/heteroszexuálisok általi megkülönböztetés. A bifóbia nem szükségszerűen zárja ki a homofóbiát vagy heterofóbiát, de vannak olyan előítéletek, amik jellemzően csak a biszexuálisokhoz kapcsolhatók.

## Sztereotípiák
A biszexualitást érintő sztereotípiák között szerepel a promiszkuitás, a poligámia és a kicsapongó életmód feltételezése. Mindezek mellett sokszor éri vád a biszexuálisokat, hogy szexuális úton terjedő betegségeket (mint az AIDS) hoznak a heteroszexuális, vagy éppen a homoszexuális közösségekbe. A kapcsolódó előítéletek feltételezik, hogy a biszexuális személy bárkivel hajlandó szexuális kapcsolatot létesíteni. 
A homofób azt gondolhatja, hogy a biszexuálisok nonkonformisták a nemiséget illetően. 
A homoszexuálisok önáltatásnak tarthatják a biszexuális identitást, amivel véleményük szerint a homoszexualitást kívánják leplezni, csak képtelenek elfogadni az „igaz identitásukat”. Néhányuk szerint az emberek vagy homoszexuálisok, vagy heteroszexuálisok (megkérdőjelezik a biszexualitás létezését is).
A negatív hozzáállások egy része valószínűleg abban gyökerezik, hogy a heteroszexuális kapcsolatokra rombolóan hathat, ha az egyik partner biszexuális. Ugyanez a félelem a homoszexuális, vagy leszbikus kapcsolatoknál is fennáll, ahol a leszbikus nő tarthat tőle, a párja elhagyja egy férfiért és fordítva.
A biszexuálisok mindemellett célpontjai lehetnek a homofób és heterofób megnyilvánulásoknak is.